# Omya

Logo bis zum Jahr 2000

Die Omya AG (bis 2000 Plüss-Staufer AG) mit Sitz in Oftringen ist ein international tätiger Schweizer Hersteller von Industriemineralien aus Calciumcarbonat, insbesondere von Füllstoffen und Streichpigmenten. Das Unternehmen befindet sich im Privatbesitz der Familie Plüss-Staufer und beschäftigt an über 175 Standorten in über 50 Ländern mehr als 8'000 Mitarbeiter. 2009 erwirtschaftete Omya einen Umsatz von 3,7 Milliarden Schweizer Franken. Es gehört zu den 500 grössten Familienunternehmen der Welt.

## Tätigkeitsgebiet
Die Unternehmensgruppe ist in der Produktion und dem Vertrieb mineralischer Rohstoffe aus Calciumcarbonat sowie den Chemiehandel mit Produkten internationaler Hersteller tätig. Nebst dem Konzernsitz befindet sich in Oftringen auch der Standort der weltweiten Forschung.
Die von Omya hergestellten Mineralien dienen als Füllstoff bei der Herstellung von Papier, Kunststoffen, Farben und Lacken, Klebstoffen und Bauchemie sowie in der Agro- und Umwelttechnik. Durch die Kooperation mit internationalen Handelspartnern bietet Omya neben Calciumcarbonat auch chemische Rohstoffe, Zwischenprodukte und Spezialitäten für unzählige Anwendungen an.

## Geschichte
Das Unternehmen wurde 1884 von Gottfried Plüss als Kittfabrik in Oftringen gegründet. Sein Ziel war, Glaserkitt in bester Qualität herzustellen und die Glas- und Farbenhändler dafür zu interessieren. In der Folge erweiterte Plüss-Staufer sein Geschäft mit Glaserkitt auf den Kreidehandel und später auf die Leinölfabrikation. Hierfür nahm Plüss-Staufer 1891 einen Steinbruch in Châlons-sur-Marne (Frankreich) und vier Jahre später einen weiteren in Omey in Betrieb.
1894 eröffnete das Unternehmen sein Werk in Oftringen, dem 1900 eines in Omey folgte. 1912 eröffnete Plüss-Staufer sein Werk im damals zu Deutschland gehörenden Strassburg. Den Werken in Frankreich und Deutschland folgten 1925 bzw. 1932 die Gründung der Tochtergesellschaften in Paris bzw. Köln.
1946 expandierte das Unternehmen in die Vereinigten Staaten und gründete dort die Pluess-Staufer Co. Dort nahm diese 1976 einen Steinbruch und ein dazugehöriges Werk in Betrieb. 1981 folgte die Betriebsaufnahme in Australien.
In Österreich übernahm Plüss-Staufer 1975 die Mehrheit der Gersheimschen Kalkstein- und Marmorwerke in Gummern und erwarb Omya 1992 die Albogel GmbH, Hersteller von Marmorkörnungen in Neu-Pirka (Steiermark). Die Tochter Unikristall fällt in Werken in Golling (Salzburg) und Hausmening (Niederösterreich) Calciumcarbonat (PCC, slurry) aus. Beteiligt ist Omya am Kreideabbau in Müllendorf.
Die internationale Expansion beschleunigte sich ab den 1990er Jahren durch Eröffnung weiterer Steinbrüche und Werke in Asien und Lateinamerika, denen ab 2004 weitere in China, Russland, Naher und Mittlerer Osten, Brasilien, Indien, Vietnam und Rumänien folgten.